# Битва при Хельсингборге
Битва при Хельсингборге (швед. Slaget vid Helsingborg) — сражение, состоявшееся 27 февраля (10 марта) 1710 года (28 февраля по шведскому календарю) в ходе Великой Северной войны у шведского города Хельсингборг между датскими и шведскими войсками во время повторного вступления Дании в войну (в датской истории этот период считается отдельной войной и носит название Одиннадцатилетней). Сражение окончилось решительной победой шведских войск и последующей эвакуации датчан со шведской территории Скандинавского полуострова.

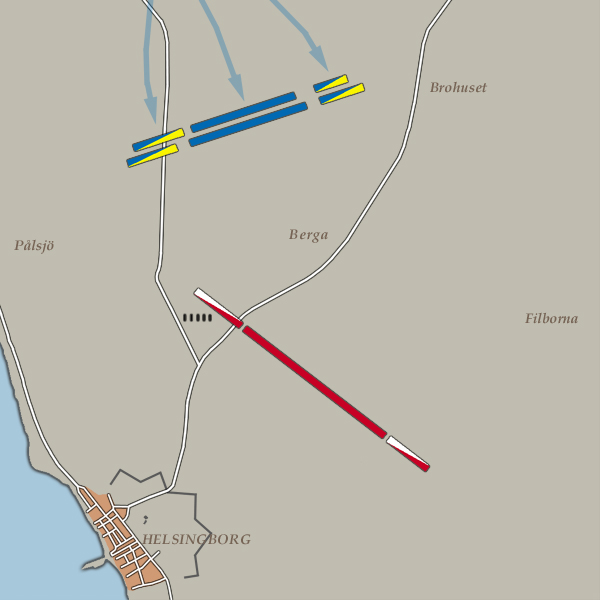
1-я фаза сражения

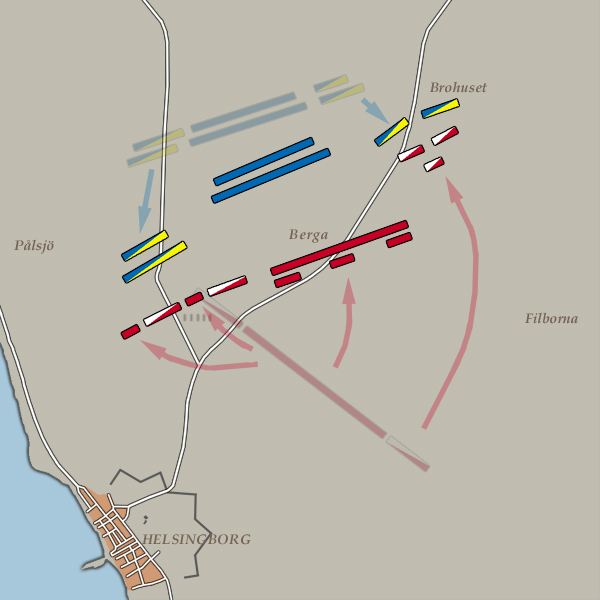
2-я фаза сражения

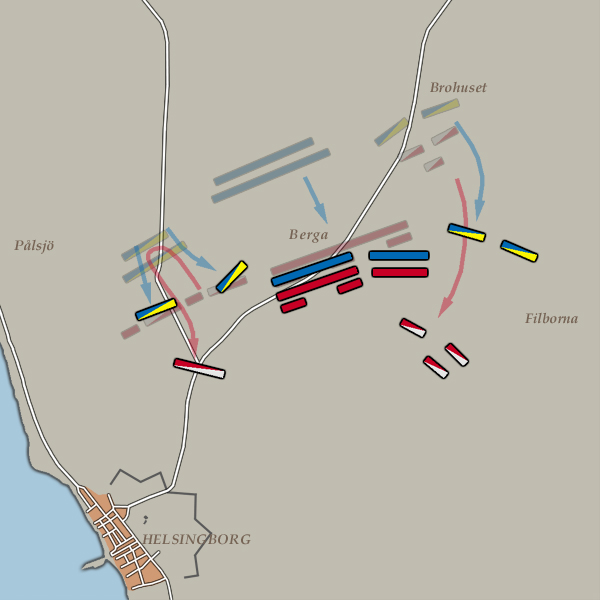
3-я фаза сражения

## Предыстория
После Полтавской битвы датский король Фредерик IV возобновил союзные договоры с саксонским, прусским и российским дворами, и уже в начале ноября 1709 года Дания высадила на берегах Сконии армию под командованием графа Ревентлов численностью в 17 000 человек. Эта армия немедленно заняла города Хельсингборг и Кристианстад и вслед за этим осадила Мальмё и Ландскруну. Командующий шведскими войсками в этом регионе генерал Магнус Стенбок отступил в Смоландскую область для соединения с ожидающимися подкреплениями из Далекарлии. В начале марта 1710 года он вдруг неожиданно появился с армией в 20 000 человек перед Кристианстадом. Датчане, не ожидавшие, что шведы могут выставить столь сильную армию, были вынуждены снять осаду Мальме и Ландскруны, оставить Кристианстад и Карлсхамн и отступить на позицию к Хельсингборгу, где получили некоторые подкрепления. Между тем граф Ревентлау заболел, и вместо него командующим был назначен граф Ранцау.
Граф Стенбок, не сумевший отрезать датчанам путь к отступлению, решился атаковать их позиции, несмотря на то, что 12 000 из его войск были новобранцами. 9 марта авангарды шведских колонн прибыли к Хельсингборгу. Стенбок немедленно сделал рекогносцировку и нашёл датские войска в следующем положении: правый фланг под командованием генерал-майора Ротштейна примыкал к деревне и болоту. Левый фланг под командованием генерал-майора Девица прикрывался небольшим лесом и прудом. Подход к фронту позиции был прикрыт труднопроходимой местностью, через которую пролегали только 2 дороги, составлявшие узкие дефиле. Первая и кратчайшая из них представляла много препятствий для прохода, вторая, хотя и требовала больше времени, давала возможность атаковать датчан с фланга, что могло заставить их сменить позицию. Шведский генерал выбрал вторую дорогу, чем привёл в замешательство противника, ожидавшего удар по кратчайшей.

## Ход битвы
10 марта на рассвете шведы прошли пятью колоннами по упомянутому дефиле. Сильный мороз в предшествующую ночь облегчил движение через болото, а густой туман скрыл движение, позволив колоннам подойти на пушечный выстрел, прежде чем они были замечены противником. Замысел Стенбока был почти беспрепятственно выполнен, однако войска левого фланга, составлявшие лучшую часть его армии и направленные на правый фланг датской армии, выбранный пунктом главного удара атаки, были задержаны местными препятствиями и только в полдень успели встать в общую линию боевого порядка.
В это время датчане атаковали кавалерийский отряд, под прикрытием которого шведские войска должны были строиться в боевую линию, опрокинули его и взяли в плен генерала Буреншёльда. Это нападение послужило сигналом к общей атаке. Шведская кавалерия погнала датскую с большим уроном, но в свою очередь была опрокинута, и бой оставался нерешённым до тех пор, пока не подошла пехота.
Когда сражение завязалось по всей линии, Стенбок нанёс главный удар по правому флангу датчан. Собрав все свои войска, ещё не участвовавшие в деле, он нанёс этот удар столь быстро и стремительно, что отделил этот фланг от основной массы войск и обратил в бегство. Левое крыло датчан последовало примеру правого, и это вынудило отступить резерв под пушки Хельсингборга.
Почти вся артиллерия, весь обоз и все боеприпасы датчан достались шведам. На поле боя осталось около 4 тыс. убитых датчан, ещё столько же было ранено. 3 тыс. попали в плен. В числе последних находились граф Ранцау и генерал Девиц, который, несмотря на ранение, со скоро набранным кавалерийским отрядом в 400 человек пытался прикрыть отступление и восстановить порядок. Датские гвардейские полки, сражавшиеся с примерным мужеством, были почти полностью истреблены. В конце сражения гвардейский конный полк имел только 10 человек, а гвардейский пехотный — 80. Шведы потеряли убитыми 1,6 тыс. человек и 1,1 тыс. ранеными.

## Результаты
На следующий день Стенбок появился перед Хельсингборгом, где укрылись остатки датских войск. Датский король, видя, что после понесённого поражения удержаться в Швеции невозможно, приказал эвакуироваться в ночь с 15 на 16 марта в Данию. При этом были заколоты 3000 лошадей, которых не имелось возможности увезти, уничтожены большие запасы хлеба, муки, боеприпасов, также в городе на попечение врага были оставлены раненые.